# Trachyrincus
Trachyrincus is een geslacht van straalvinnige vissen uit de familie van rattenstaarten (Macrouridae). Het geslacht is voor het eerst wetenschappelijk beschreven in 1809 door Giorna.

## Soorten
- Trachyrincus aphyodes McMillan, 1995
- Trachyrincus helolepis Gilbert, 1892
- Trachyrincus longirostris (Günther, 1878)
- Trachyrincus murrayi Günther, 1887
- Trachyrincus scabrus (Rafinesque, 1810)
- Trachyrincus villegai Pequeño, 1971